# Rhyacia nyctymerina
Rhyacia nyctymerina är en fjärilsart som beskrevs av Otto Staudinger 1888. Rhyacia nyctymerina ingår i släktet Rhyacia och familjen nattflyn. Inga underarter finns listade.